# Прален, Франсуа де Шуазёль
Франсуа де Шуазёль (фр. François de Choiseul; 1612 — 12 декабря 1690, Прален), маркиз де Прален — французский генерал.

## Биография
Второй сын маршала Франции маркиза Шарля де Шуазёль-Пралена и Клод де Казийяк.
Барон де Шаурс, сеньор де Парньи, Вильер, Мердре, Лантаж, Буйи, Сулиньи, Вальер и де Гранж.
Первоначально был известен как шевалье де Прален. Капитан в полку генерал-кампмейстера кавалерии при его формировании (24.01.1638). Служил при осаде Сент-Омера (1638), осаде Тьонвиля и бою под его стенами (1639), осаде Арраса (1640), участвовал в битве при Ла-Марфе (6.07.1641), где был убит его брат.
Унаследовал титул маркиза, 18 июля 1641 в Реймсе получил принадлежавшую его брату должность генерального наместника Шампани в департаментах Труа, Шалон, и прочих, а 22-го получил принадлежавший семье кавалерийский полк. В качестве наместника был зарегистрирован Парижским парламентом 2 апреля 1642. В кампанию того года сражался в битве при Онкуре, где потерпела поражение армия маршала де Гиша.
Последние годы Тридцатилетней войны провел на Итальянском театре военных действий: в 1643 году участвовал в осадах Асти и Трино, в 1644 году в отвоевании Асти и осаде Сантьи в Миланском герцогстве, в 1645-м в отвоевании Виджевано, Ла-Рокки, бою на перевале Мора, в 1646-м в осаде и взятии Пьомбино и Порто-Лонгоне в Области Президий.
Кампмаршал (6.02.1647), участвовал в осаде Кремоны, снятой в ноябре. 20 января 1648 назначен губернатором Труа; в июне сражался под Кремоной и участвовал в новой осаде.
Во время борьбы двора с Фрондой в конце 1648 — начале 1649 года участвовал в блокаде Парижа, затем в осадах Камбре, Конде и Мобёжа. В 1650 году сложил командование полком. Генерал-лейтенант (1.10.1655), воевал под командованием маршала Лаферте.
В апреле 1684 отставлен от наместничества в Шампани.

## Семья
Жена (3.02.1653): Шарлотта д’Отфор (ок. 1610—28.02.1712), дочь маркиза Шарля д’Отфора и Рене дю Белле, дамы де Ла-Флот. Придворная королевы Анны Австрийской; по словам отца Ансельма, умерла в 102 года
Дочь:
- Мари-Франсуаза (1653—1721), маркиза де Прален. Муж 1): Луи-Арман де Л’Абади де Сотур (ум. 11.1680), капитан кавалерии, похитил невесту 15.12.1679; 2 (7.1683): Гастон-Жан-Батист де Шуазёль (1659—1706), граф д’Отель, маркиз де Прален; 3) (14.02.1712): Никола-Марсьяль де Шуазёль (1689—1760), шевалье де Шуазёль-Бопре, капитан корабля, затем маркиз де Прален